# عمق نفوذ

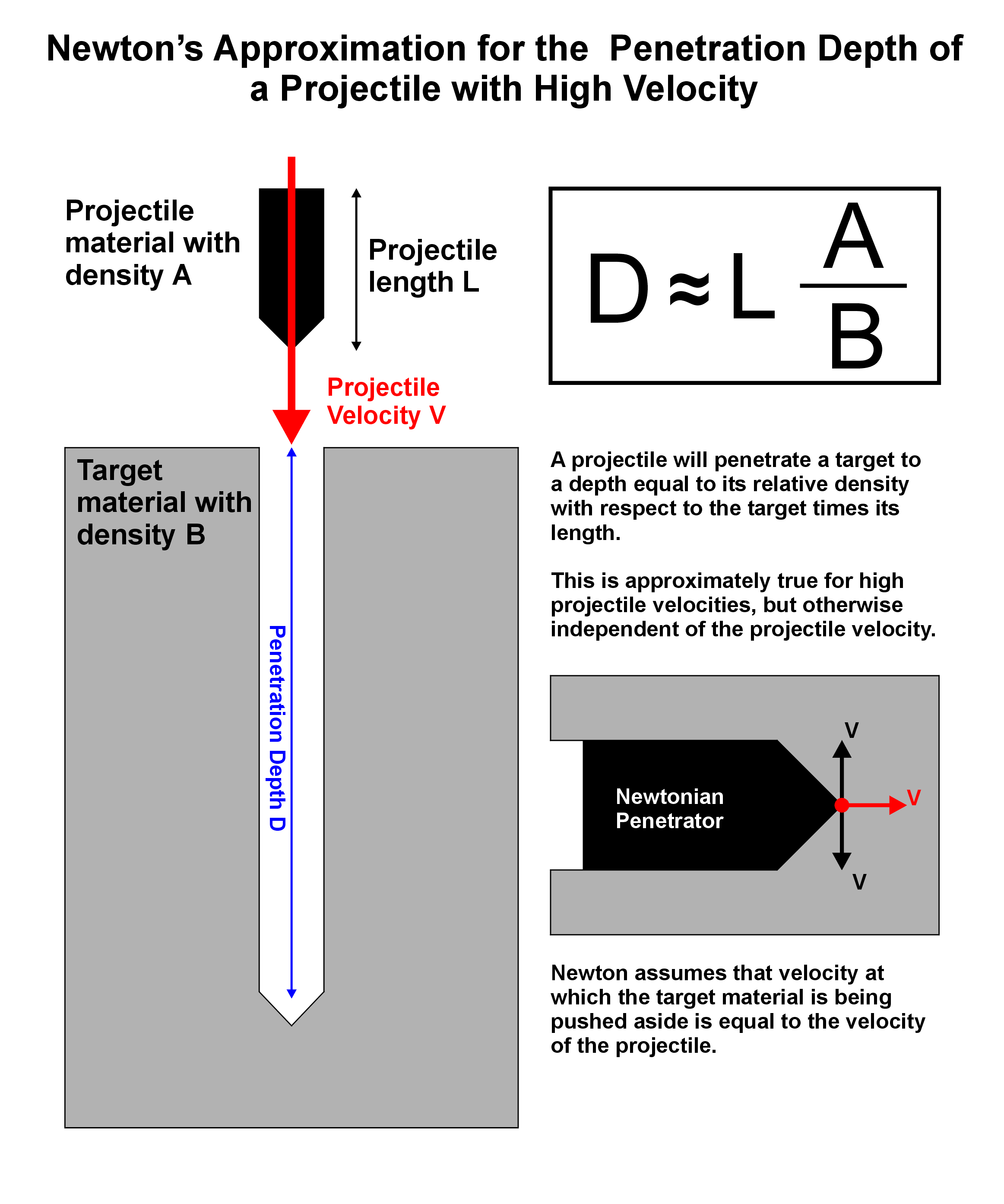
تصویری از نظریه نیوتن دربارهٔ نفوذ پرتابه‌ها در یک محیط، بر پایه بازنویسی جورج گاموف در کتاب «زندگی‌نامه‌ای از فیزیک» (Biography of Physics) منتشرشده در سال ۱۹۶۱.'

عمق نفوذ پرتابه (به انگلیسی: Impact depth)، به فاصله‌ای گفته می‌شود که یک پرتابه پس از برخورد با یک محیط، پیش از توقف کامل در آن فرو می‌رود. این عمق به عوامل مختلفی مانند چگالی و طول پرتابه، چگالی محیط هدف بستگی دارد. این مسئله نخستین بار توسط آیزاک نیوتن در کتاب دوم، بخش سوم اصول ریاضی فلسفه طبیعی (Principia Mathematica) مطرح شد، که نخستین بار در سال ۱۶۸۷ منتشر شد و مورد بررسی قرار گرفت و بعداً جورج گاموف آن را بازنویسی کرد، نشان داده شد که در سرعت‌های بالا، عمق نفوذ وابسته به سرعت اولیه نیست، بلکه به نسبت چگالی پرتابه به چگالی محیط و طول آن بستگی دارد. این مطالعه بخشی از تحقیقات او دربارهٔ حرکت اجسام در محیط‌های مقاوم بود.

## تقریب نیوتن
کتاب دوم اصول نیوتن به حرکت اجسام جامد در محیط‌های سیال مقاوم می‌پردازد. او در این کتاب مفاهیمی را مطرح کرد که بعدها با نام‌هایی مانند «ویسکوزیته» (گرانروی) و «درَگ» (نیروی مقاومت) شناخته شدند و برخی از نخستین نتایج ریاضی در مکانیک سیالات را ارائه داد. در بخش سوم، نیوتن حالتی را در نظر گرفت که نیروی مقاوم محیط، بخشی به سرعت جسم بستگی دارد (میرایی ویسکوز) و بخشی به مربع سرعت (همانند درَگ آشفته یا توربولانسی). توضیح زیر از نظریه نیوتن، بر پایه بازگویی ساده‌شده و مدرن جورج گاموف است. این استدلال تنها بر اصل بقای اندازه حرکت (تکانه) تکیه دارد. در این مدل چیزی دربارهٔ انرژی جنبشی یا سرنوشت تکانه پس از توقف پرتابه گفته نمی‌شود.
در سرعت‌های بسیار بالا، اصطکاک میان سطح پرتابه و محیط هدف قابل چشم‌پوشی است. پرتابه زمانی متوقف می‌شود که تمام تکانه اولیه‌اش به محیط هدف منتقل شود. میانگین سرعتی که محیط هدف با آن کنار زده می‌شود تقریباً برابر با سرعت پرتابه است. این موضوع به این معناست که پرتابه زمانی متوقف خواهد شد که توده‌ای از ماده هدف به اندازه جرم خودش را کنار زده باشد؛ بنابراین اگر یک پرتابه استوانه‌ای با طول L و چگالی ρi وارد محیطی با چگالی ρm شود، عمق نفوذ D تقریباً برابر خواهد بود با:
{\displaystyle D\simeq L{\frac {\rho _{i}}{\rho _{m}}}.}
بر این اساس، عمق نفوذ را می‌توان با افزایش طول L و چگالی پرتابه ρi افزایش داد، اما به‌طور مستقیم وابسته به سرعت برخورد نیست (به شرط کافی بودن سرعت اولیه). به گفته گاموف:
جالب اینجاست که طول نفوذ پرتابه به سرعت اولیه آن وابسته نیست (به‌شرط آنکه این سرعت به‌قدر کافی زیاد باشد).
این واقعیت باعث سردرگمی کارشناسان نظامی ایالات متحده شده بود؛ آن‌ها موشک‌های انفجاری ضدسنگر معروف به سنگرشکن (Bunker Buster) را از ارتفاع‌های مختلف رها می‌کردند تا پیش از انفجار، در عمق زمین نفوذ کنند. اما عمق نفوذ با تغییر ارتفاع و در نتیجه تغییر سرعت برخورد، تغییر محسوسی نمی‌کرد. کارشناسان گیج شده بودند تا اینکه کسی نظریه‌ای از کتاب Principia نیوتن را به آن‌ها یادآوری کرد.
این استدلال تنها در شرایطی معتبر است که سرعت برخورد آن‌قدر بالا باشد که بتوان اصطکاک را نادیده گرفت، اما کمتر از سرعت صوت در ماده هدف باشد. اگر سرعت برخورد از سرعت صوت بیشتر شود، پرتابه موج ضربه‌ای یا شاک‌ویو (به انگلیسی: Shock wave) تولید خواهد کرد که تکانه را حمل کرده و می‌توانند باعث شکستگی در ماده هدف شوند. در سرعت‌های بسیار بالا، پرتابه و ماده هدف با شتاب بسیار زیاد پراکنده می‌شوند و یک دهانه برخوردی ایجاد می‌کنند که عمق آن به خواص ماده و نیز سرعت برخورد بستگی دارد. در این شرایط، سرعت بالاتر به‌طور کلی منجر به عمق بیشتر دهانه برخورد می‌شود.

## مثال‌ها
- پرتابه جامد: برای نفوذ بیشتر، پرتابه باید از ماده‌ای با چگالی بسیار بالا ساخته شود، مانند اورانیوم (۱۹٫۱ گرم بر سانتی‌متر مکعب) یا سرب (۱۱٫۳ گرم بر سانتی‌متر مکعب). طبق تقریب نیوتن، یک پرتابه کامل از جنس اورانیوم می‌تواند حدود ۲٫۵ برابر طول خودش در زره فولادی نفوذ کند.
- خرج گود (ضد تانک): در جنگ‌افزارهای ضد تانک، انفجار باعث تولید یک جت فلزی سریع از آستر فلزی مخروطی شکل درون کلاهک جنگی می‌شود. این جت را می‌توان همان پرتابه در تقریب نیوتن در نظر گرفت.
- شهاب‌سنگ: فشار هوای جو معادل حدود ۱۰ متر آب است. چون چگالی یخ تقریباً برابر با آب است، یک مکعب یخ از فضا با سرعت حدود ۱۵ کیلومتر بر ثانیه باید دست‌کم ۱۰ متر طول داشته باشد تا بتواند با سرعت زیاد به سطح زمین برسد. تکه‌های کوچکتر به سرعت نهایی خواهند رسید. حتی تکه‌های بزرگ‌تر هم اگر با زاویه کم وارد جو شوند، ممکن است به دلیل مسیر طولانی در جو، کند شوند. اما یک شهاب‌سنگ آهنی به طول ۱٫۳ متر می‌تواند جو را سوراخ کند؛ شهاب‌سنگ‌های کوچکتر توسط جو آهسته شده و با سرعت نهایی به زمین می‌افتند.
- بمب سنگرشکن: پرتابه‌های جامد می‌توانند جایگزین کلاهک‌های هسته‌ای برای نفوذ به پناهگاه‌های عمیق زیرزمینی شوند. طبق تقریب نیوتن، یک پرتابه اورانیومی (چگالی ۱۹ گرم بر سانتی‌متر مکعب) با طول ۱ متر، پیش از آنکه متوقف شود، می‌تواند تا ۶ متر در سنگ (با چگالی ۳ گرم بر سانتی‌متر مکعب) نفوذ کند.